# 卡尔卡塔
卡尔卡塔（義大利語：Calcata），是意大利维泰博省的一个市镇。总面积7.67平方公里，人口913人，人口密度119.0人/平方公里（2009年）。ISTAT代码为056010。
卡尔卡塔教堂因为曾经保存有“耶稣包皮”而成了基督教徒的朝圣之地。
传说在著名的“1527年罗马之劫”时，一名德国士兵盗走了罗马大帝赠给教皇的“耶稣的包皮”。后来这个德国士兵在小城卡尔卡塔被俘，他就将“耶稣的包皮”藏在了牢房里。几百年里“耶稣的包皮”成了令卡尔卡塔人骄傲的圣物。但很多地方都声称拥有“耶稣包皮”惹恼了梵蒂冈。1900年教宗里奥八世宣布任何用语言文字提及“耶稣包皮”的教徒将受到开除教籍的惩罚。但卡尔卡塔的居民仍然在新年这一天为纪念“耶稣的包皮”而游行庆祝。美国作家大卫·法尔利在《不敬的好奇：寻找意大利古城最奇异的古董》一书里写到，1983年一位负责守护“耶稣包皮”的神父，在去罗马时把“耶稣包皮”从教堂里取出放到了自家，藏在一个鞋盒子里。不料几个月后，当神父从罗马回来时，“耶稣包皮”不翼而飞了。卡尔卡塔的居民怀疑神父与“耶稣包皮”被盗有关，因为他是一名新纳粹成员，可能与梵蒂冈一起策划了这起“耶稣包皮”失盗的意外。